# 王惠然
王惠然（1936年—2023年2月6日），中國民族音樂家，籍貫浙江鎮海，擅長演奏柳琴、琵琶並作曲。受譽「柳琴之父」、「柳琴艺术开拓者」。首創琵琶“四指轮”技法。

## 生平
王惠然1936年出生於上海，從13歲起自學琵琶、月琴等樂器。1956年4月，王惠然考上北京公安军文工团，任琵琶独奏员，团里聘请哈尔滨艺术学院李廷松教授教他学习琵琶。1958年7月，王惠然被调往济南军区前卫歌舞团，担任琵琶独奏员，在那時對柳琴產生興趣；是年冬與徐州樂器廠合作，發明三弦24品高音柳琴、1970年發明四弦29品柳琴，並因此在1988年獲得国家文化部科技进步一等奖。
1996年，王惠然从前卫歌舞团退休，遷居珠海。1997年应珠海市文化局的邀请，王惠然在珠海组建了全中華人民共和國首家专业女子中乐团「珠海女子室内中乐团」，王惠然並任该乐团首任艺术总监兼指挥。 
2023年2月6日逝世。

## 獲獎
王惠然所谱写的國樂合奏曲、吹打乐、琵琶曲及五十几首柳琴曲曾获“二十世纪华人音乐经典”等十余项獎項。首创的“四弦高音柳琴”也获中国乐器改革最高奖中華人民共和國文化部科技进步一等奖。

## 家庭
王惠然的女儿王红艺也擅长弹奏柳琴，幼时便被誉为“民乐小红花”。